# Kheiron
Manouchehr Tabib, conhecido pelo nome artístico de Kheiron (em idioma persa:خیرون Teerã, 21 de novembro de 1982) é um comediante, ator e diretor de cinema francês de origem iraniana. Ele é mais conhecido por dirigir All Three of Us, indicado ao prêmio César de Melhor Primeiro Longa-Metragem. Seu filme subsequente Bad Seeds (título francês: Mauvaises Herbes) foi lançado em países de língua inglesa pela Netflix.

## Filmografia

### Ator
| Ano  | Título                   | Personagem        | Diretor                       | Notas                      |
| ---- | ------------------------ | ----------------- | ----------------------------- | -------------------------- |
| 2011 | Bref                     | Kheiron           | Kyan Khojandi e Bruno Muschio | Séries de TV (5 episódios) |
| 2013 | Les gamins               | Reza Sadeqi       | Anthony Marciano              |                            |
| 2014 | L'Ecole des Commentaires | Jean-Eudes Martin | Théodore Bonnet               | Curta                      |
| 2015 | All Three of Us          | Hibat Tabib       | Kheiron                       |                            |
| 2018 | Mauvaises Herbes         | Waël              | Kheiron                       | Lançado na Netflix         |

### Diretor
| Ano  | Título           | Notas |
| ---- | ---------------- | --- |
| 2015 | All Three of Us  | Festival de Cinema de Munique - Bayern 2 e SZ Audience Award Festival Internacional de Cinema de Tóquio - Prêmio Especial do Júri Indicado - Prêmio César de Melhor Primeiro Longa-Metragem Indicado - Festival Internacional de Cinema de Tóquio - Grande Prêmio de Tóquio |
| 2018 | Mauvaises herbes | |